# Halichoeres salmofasciatus
Halichoeres salmofasciatus es una especie de peces de la familia Labridae en el orden de los Perciformes.

## Morfología
Los machos pueden llegar alcanzar los 6,3 cm de longitud total.

## Distribución geográfica
Se encuentra en Costa Rica. 